# Papilio aristor
Papilio aristor – gatunek motyla z rodziny paziowatych (Papilionidae), występujący w Republice Dominikany oraz na Haiti.